# Saint-Sulpice-sur-Risle
Saint-Sulpice-sur-Risle is een gemeente in het Franse departement Orne (regio Normandië). De plaats maakt deel uit van het arrondissement Mortagne-au-Perche. Saint-Sulpice-sur-Risle telde op 1 januari 2022 1.587 inwoners.

## Geografie
De oppervlakte van Saint-Sulpice-sur-Risle bedroeg op 1 januari 2022 28,45 vierkante kilometer; de bevolkingsdichtheid was toen 55,8 inwoners per km².

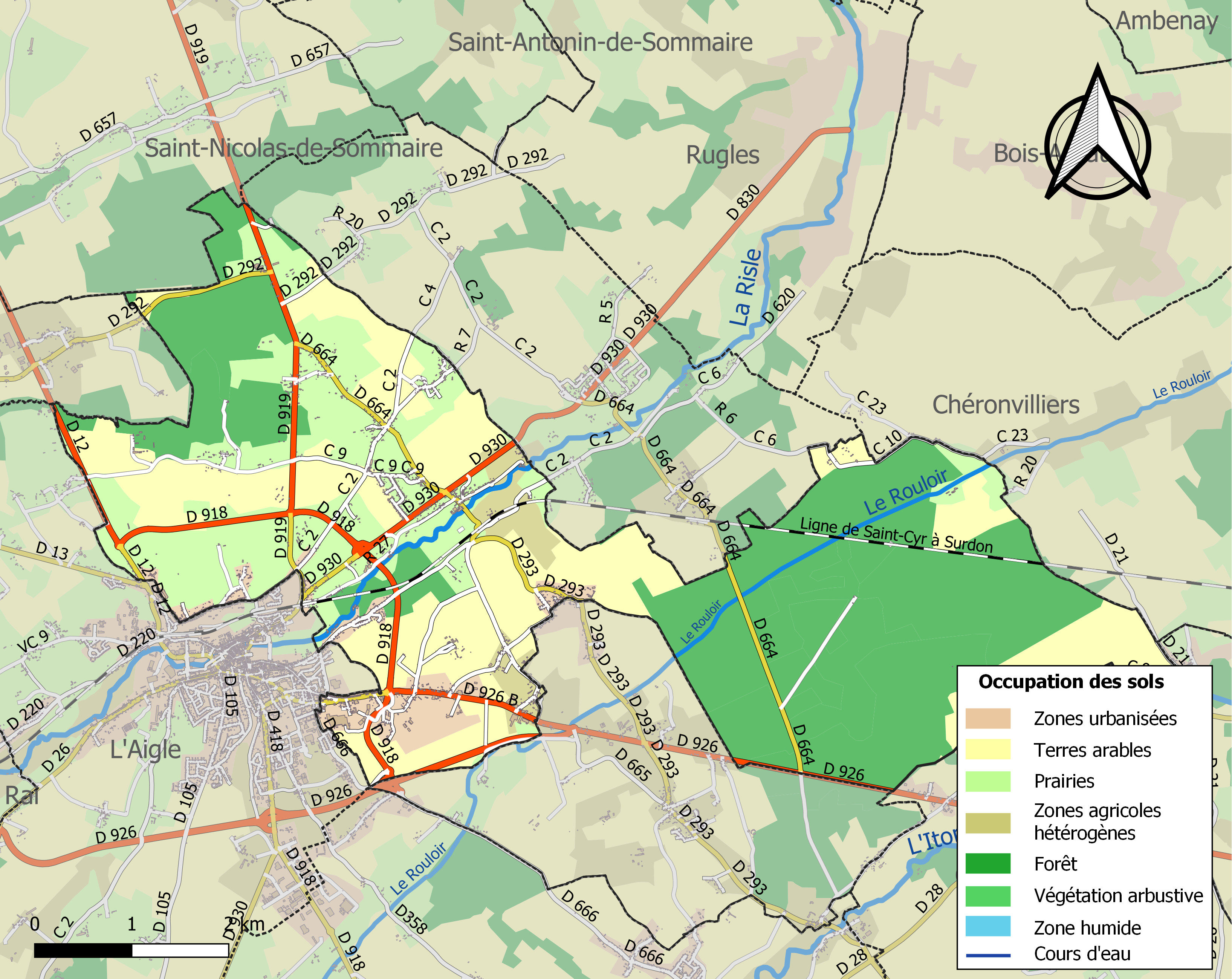
Kaart van de gemeente met belangrijkste infrastructuur, bodemgebruik en omliggende gemeenten

## Demografie
Onderstaande figuur toont het verloop van het inwonertal (bron: INSEE-tellingen).